# Anapest
Anapest, včasih tudi antidaktil, je vrsta ritma, ki je sestavljen iz treh zlogov. Začne se z dvema nenaglašenima, nato pa sledi en naglašen zlog. V pesmih s trozložnim merilom (daktil, anapest in amfibrah) je shema metra skoraj dosledno realizirana, jamb in trohej pa dopuščata značilne odklone od metrične sheme. Nenaglašene zloge označujemo z U, naglašene pa z –. Shema anapesta je torej taka: U U –. Meje besed se redko ujemajo z mejami stopic. Anapest izvira iz antične Grčije, kjer so se izmenjevali dolgi in kratki glasovi. V zlogovnonaglasnem verzu se menjujejo naglašeni in nenaglašeni zlogi.

## Primeri
Anapest je v slovenščini skrajno redek. Najdemo ga pri Aškercu pod vplivom ruske poezije. Prve dva nenaglašena zloga pogosto naglaša.
Ni nujno, da imajo vsi verzi v neki pesmi enako število zlogov. V pesmi Še nikoli se izmenjujejo 9-zložni (U U – U U – U U –) in 10-zložni (U U – U U – U U – U ) verzi, da ima vsaka kitica shemo: An 9-10-9-10. Gre torej za preplet anapeškega deveterca in deseterca.
Še nikoli jaz nisem ljubila!

Tuja meni ljubezni je strast; 

in neznani mi čari so njeni, 

neokušena njena mi slast …

(Aškerc: Še nikoli)
V pesmi Noč ob morju pa se prepletata anapeški dvanajsterec (U U – U U – U U – U U –) in deseterec (U U – U U – U U – U) tako, dobimo shemo  An 12-12-10-10.
Noč ... Na nebu tu, tam kaka zvezda gori... 

Vse molči... Samo morje pred mano šumi... 

Siri tiha se temna daljava. 

Samo morje nemirno ne spava? 

(Aškerc: Še nikoli)